# Habsburg–Lotaringiai Antal Viktor nagymester
Habsburg–Lotaringiai Antal Viktor (ismert még mint Ausztriai Antal Viktor főherceg, németül: Erzherzog Anton Viktor von Österreich, olaszul: Antonio Vittorio d'Asburgo-Lorena; Firenze, 1779. augusztus 31. – Bécs, 1835. április 2.), a Habsburg–Lotaringiai-házból származó osztrák főherceg, I. Péter Lipót toscanai nagyherceg (későbbi német-római császár) és Spanyolországi Mária Lujza gyermeke, egyben a Császári és Királyi Hadsereg táborszernagya, 1801 és 1803 között Köln hercegérseke, 1816 és 1818 között a Lombard–Velencei Királyság alkirálya, valamint 1804-től a Német Lovagrend 55. Nagymestere 1835-ös haláláig.

## Élete

### Származása, testvérei
Antal Viktor főherceg 1779. augusztus 31-én született Firenzében, a Toszkánai Nagyhercegség fővárosában, a Poggio Imperiale kastélyban. Édesapja a Habsburg–Lotaringiai-házból való Lipót toszkánai nagyherceg (1747–1792), a későbbi II. Lipót német-római császár, magyar és cseh király, édesanyja a Bourbon-házból való Mária Ludovika spanyol infánsnő (María Luisa de España, 1745–1792), később német-római császárné volt. Antal Viktor főherceg az uralkodópár 16 gyermeke közül tizenegyedikként született. A felnőttkort megérő testvérek:
- Mária Terézia Jozefa főhercegnő (1767–1827), aki I. Antal szász királyhoz ment feleségül.
- Ferenc József Károly főherceg (1768–1835), a későbbi II. Ferenc német-római császár, I. Ferenc néven osztrák császár, magyar és cseh király.
- Ferdinánd József János főherceg (1769–1824), később III. Ferdinánd néven Toszkána nagyhercege.
- Mária Anna Ferdinanda főhercegnő (1770–1809), a prágai Szent Teréz apácakolostor főapátnője.
- Károly főherceg (1771–1847) tábornagy, Teschen hercege, Napóleon legyőzője az asperni csatában.
- Sándor Lipót főherceg (1772–1795), 1790-től haláláig Magyarország nádora.
- József Antal János főherceg (1776–1847), 1795-től haláláig Magyarország nádora (József nádor).
- Mária Klementina főhercegnő (Maria Klementine von Österreich, 1777–1801), aki Ferenc nápoly–szicíliai trónörököshöz ment feleségül.
- Antal Viktor főherceg (1779–1835), 1816–1828-ig a Német Lovagrend Nagymestere.
- János főherceg (1782–1859) tábornagy, a „stájer herceg”.
- Rainer József főherceg (1783–1853) tábornagy, a Lombard–Velencei Királyság alkirálya.
- Lajos főherceg (1784–1864) tábornagy, 1836–1848-ig az Államkonferencia vezetője.
- Rudolf főherceg (1788–1831) bíboros, Olmütz hercegérseke, Beethoven mecénása.

### Pályafutása
Antal Viktor főherceg gyermekéveit a firenzei nagyhercegi udvarban töltötte. Tizenegy éves volt, amikor 1790-ben apja megörökölte a császári trónt, és családjával együtt Bécsbe költözött. 1792-ben tizenhárom évesen mindkét szülőjét elveszítette, három hónapon belül. János elsőszülött bátyja, a 24 éves Ferenc lett az uralkodó (II. Ferenc néven német-római, 1804-től I. Ferenc néven osztrák császár).
1801. szeptember 11-én a wedinghauseni apátságban Antal Viktor főherceget, Ferenc császár jelöltjét megválasztották Münster város püspökévé, majd október 7-én Köln hercegérsekévé. Tisztségét azonban sohasem tudta elfoglalni, mert mindkét város a forradalmi Franciaország hadseregének megszállása alatt állt. A német fejedelemségek vezetői – a megszállók nyomására – tiltakoztak a Habsburg-családhoz tartozó személy egyházfejedelmi kinevezése ellen (a kölni érsek egyben választófejedelem is volt). A főherceg kinevezését politikailag nem ismerték el, és december 4-én, alig három hónap után, kinevezéseit vissza is vonták.
Bécsbe visszatérve csatlakozott a Német Lovagrendhez, letette a lovagi fogadalmat. A rend nagymestere ekkor Miksa Ferenc főherceg (1756–1801) volt, Antal Viktor nagybátyja. Az ő halála után 1801-ben rövid időre Károly Lajos főherceget, a későbbi tescheni herceget nevezték ki nagymesterré. A 19. századig a Lovagrend nagymesterét általában a császári ház tagjai közül választották, akik ezt a megbízást főleg protokolláris tisztségnek tekintették, a rend életébe nem szóltak bele. Miksa Ferenc nagymester halálának idején azonban a forradalmi Franciaország már elfoglalta a Rajna bal partját, a rend itteni birtokait az 1801-es lunéville-i béke értelmében elkobozták. A regensburgi Birodalmi Gyűlés utolsó ülésén, 1803. február 25-én meghozott főhatározat (Reichsdeputationshauptschluss) értelmében az egyházfejedelmeknek le kellett mondaniuk világi címeikről, birtokaikat szekularizálták (állami kezelésbe vették). Ez volt a Birodalmi Gyűlés által meghozott utolsó jelentős döntés.
A hadvezéri és hadsereg-szervezési feladatokra összpontosító Károly főherceg 1804-ben lemondott a nagymesteri tisztségről. 1804. május 25-én Antal Viktor főherceget iktatták be a Német Lovagrend Nagymesterének (Hoch- und Deutschmeister des Deutschen Ritterordens) tisztségébe. 1805 októberében Berlinbe küldték tárgyalni, hogy megnyerje Poroszországot a Napóleon elleni harmadik koalícióhoz (amely a katasztrofális austerlitzi csatavesztéshez és az Ausztria számára hátrányos pozsonyi békéhez vezetett).
1809-ben Napóleon császár az általa ellenőrzött területeken teljesen feloszlatta a Német Lovagrendet. A rend német és olasz területen fekvő birtokait és vagyonát az adott területet birtokló új fejedelemségekre ruházta. Antal Viktor feladta mergentheimi állomáshelyét (a Württembergi Királyság területén), ahol addig nagymesterként rezideált, és Bécsbe tette át székhelyét. Ő volt az utolsó, birodalmi területen székelő nagymester, távozása formálisan is megpecsételte a Német Lovagrend sorsát a Német Nemzet Szent Római Birodalmában. A rend újjáalakulását Ausztriában „Német Lovagrend” néven hivatalosan csupán 1834-ben engedélyezték, de vagyonának legnagyobb része továbbra is világi (állami) kézben maradt. Antal Viktor főherceg hivatalosan a rend nagymestere maradt haláláig. Az 52. számú (Magyarországi toborzású) gyalogezred az ő nevét kapta.
A bécsi kongresszus után, Antal Viktor főherceget (akinek nagymesteri tisztsége gyakorlatilag szünetelt) 1816. március 7-én kinevezték az Osztrák Császársággal perszonálunióban álló Lombard–Velencei Királyság alkirályának, milánói székhellyel. 1816-ban a Bécs melletti Badenben palotát építtetett magának, és a város fejlődését több jelentős adománnyal támogatta. 1818. január 3-án leváltották az alkirályi tisztségből, helyére öccsét, Rainer József főherceget nevezték ki alkirállyá, aki 1848-ig maradt e posztján.

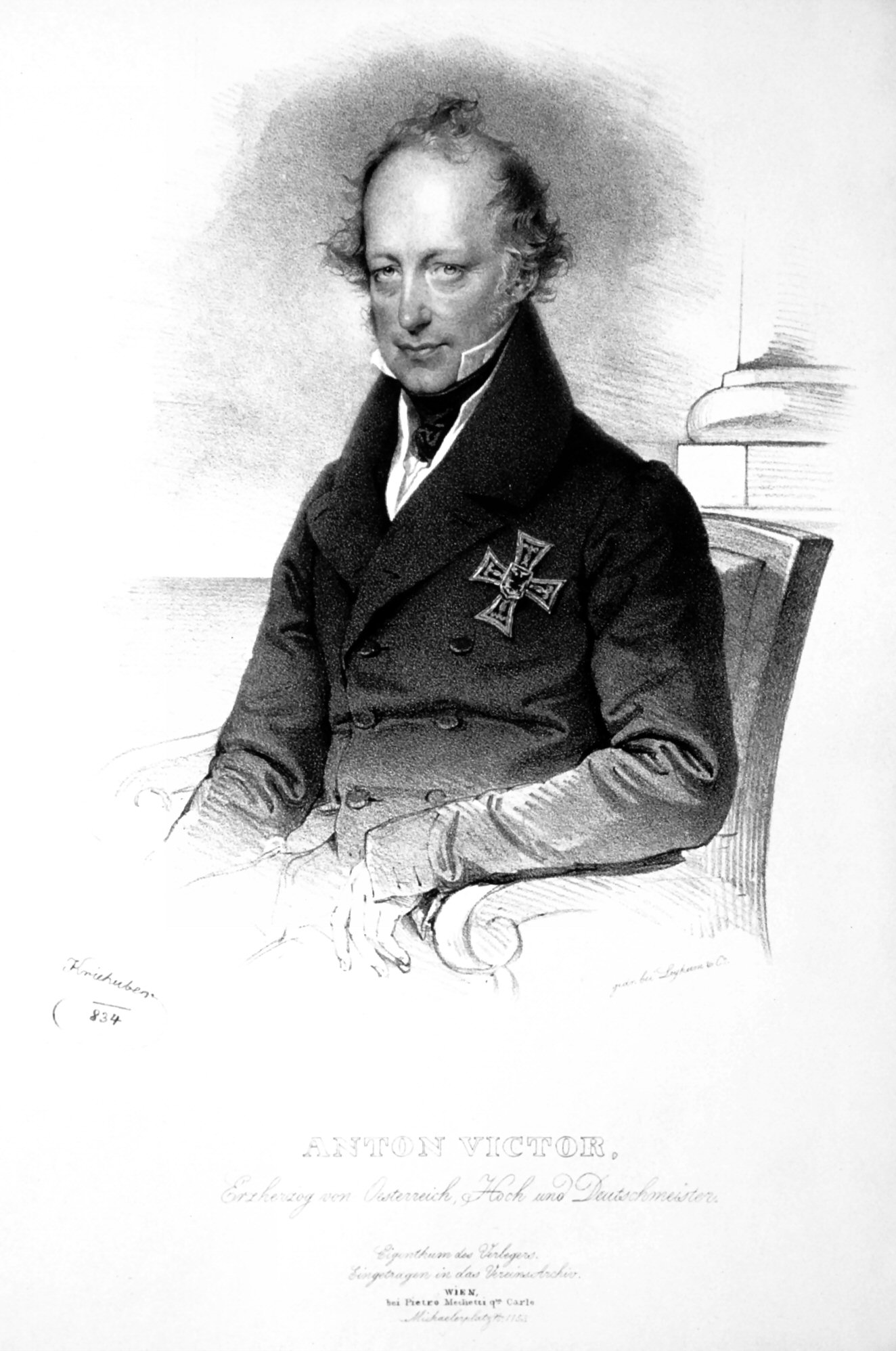
Antal Viktor főherceg, 1834.
(Josef Kriehuber litográfiája)

Antal Viktor főherceg 1835. április 2-án hunyt el Bécsben, 55 éves korában. A Habsburg-család temetkezőhelyén, a bécsi kapucinusok templomának kriptájában temették el. Szívurnáját az Ágostonrendiek templomában (Augustinerkirche) helyezték el. Utódja a Német Lovagrend nagymesterének tisztségében Habsburg–Estei Miksa József főherceg (1782-1863), Habsburg–Lotaringiai Ferdinánd Károly Antal főherceg fia lett.

## Emléke
- Bécs IV. kerületében (Wiedenben) 1862-ben a Viktorgassét „Erzherzog Anton Viktor-Gasséra” keresztelték át.
- A Bécs melletti Badenben épített palotáját a második világháború után restaurálták (Antons-Palais).
- Bad Mergentheim városában (Baden-Württembergben), a Német Lovagrend nagymesterének régi székhelyén évente rendezett, korhű egyenruhákban és népviseletekben megtartott hagyományőrző felvonulással emlékeznek a lovagrend 300 éves működésére.

## Külső hivatkozások
- Családfák, életrajzi adatok.
- A münsteri és kölni egyházfejedelemség vitái.
- Wesztfália történelméről.
- A Német Lovagrend honlapja (1).
- A Német Lovagrend honlapja (2).
- A Német Lovagrend történetéhez.
- Arcképe a bonni Beethoven-ház archívumában.

| Előző uralkodó: Habsburg-Tescheni Károly főherceg | A Német Lovagrend nagymestere 1804 – 1809 | Következő uralkodó: – (A Rend feloszlatva) |

| Előző uralkodó: – (A Rend feloszlatva) | A Német Lovagrend nagymestere 1834 – 1835 | Következő uralkodó: Habsburg–Estei Miksa József főherceg |

| Előző uralkodó: Miksa Ferenc | Köln hercegérseke 1801 – 1804 (címzetes) Habsburg–Lotaringiai | Következő uralkodó: 1801–1824: nincs betöltve 1824-től Ferdinand August von Spiegel |